# Ghost in the Shell: The Rising
Ghost in the Shell: The Rising (攻殻機動隊 新劇場版?, Kōkaku kidōtai: shin gekijōban), noto anche in versione inglese come Ghost in the Shell: The New Movie, è un film d'animazione del 2015 diretto da Kazuchika Kise.
Il film fa parte del media franchise Ghost in the Shell, creato dall'autore giapponese Masamune Shirow. Prodotto dalla Production I.G., chiude i fatti narrati nella miniserie televisiva animata Ghost in the Shell: Arise, diretta dallo stesso regista. È stato distribuito in Giappone il 20 giugno 2015, mentre in italia è arrivato in DVD e Blu-ray a partire dal dicembre 2015, e viene anche distribuito con il titolo Ghost in the Shell: The Rising - The Movie.

## Trama
Ambientato subito dopo gli eventi di Arise, il film ruota attorno all'assassinio del Primo Ministro del Giappone, che viene pubblicamente descritto come "il più grave evento dall'ultima grande guerra". Sarà compito della Sezione 9 di Pubblica Sicurezza, comandata dal Maggiore Motoko Kusanagi, scoprire la vera natura che si cela dietro l'omicidio.